# The Burnt Orange Heresy
The Burnt Orange Heresy ist ein Neo-Noir-Thriller von Giuseppe Capotondi, der am 7. September 2019 als Abschlussfilm der Internationalen Filmfestspiele von Venedig seine Premiere feierte und am 6. März 2020 in die US-Kinos kam.

## Handlung
Der Kunstkritiker und Buchautor James Figueras ist eloquent und charmant, aber finanziell stark angeschlagen. Von dem ebenso reichen wie undurchschaubaren Kunsthändler Cassidy erhofft er sich einen lukrativen Auftrag und akzeptiert eine Einladung in dessen weitläufiges Anwesen am Comer See. Auf der Reise begleitet ihn die junge und verführerische Amerikanerin Berenice Hollis, die er gerade erst kennengelernt hat.
Von seinem Gastgeber erfährt er, dass in einem Nebengebäude des Anwesens der seit langem völlig von der Öffentlichkeit zurückgezogen lebende Maler Jerome Debney wohnt. Mit einer Mischung aus Versprechungen und Erpressung verlangt Cassidy von Figueras, dass er ihm ein Debney-Bild verschafft. Als Figueras darauf eingeht, setzt sich eine verhängnisvolle Spirale in Gang.

## Produktion
Der Film basiert auf einem gleichnamigen Roman von Charles Willeford, der 1971 bei Crown in New York veröffentlicht wurde. In Deutschland erschien das Buch unter dem Titel Ketzerei in Orange mit dem Untertitel Die Kunst des Tötens. Regie bei dem Neo-Noir-Thriller führte Giuseppe Capotondi.
Ursprünglich sollte Christopher Walken im Film den in Italien zurückgezogen lebenden Künstler spielen, der in einen mörderischen Kunstbetrug verwickelt wird. Später wurde diese Rolle mit Donald Sutherland besetzt. In einer weiteren Rolle ist Claes Bang zu sehen, wie im April 2018 bekannt wurde. Er spielte den Kunstkritiker, der ein Bild des Künstlers entwenden soll. Weitere Rollen wurden mit Elizabeth Debicki und Donald Sutherland besetzt.
Die Dreharbeiten wurden Ende September 2018 am Comer See in Italien begonnen.
Die Filmmusik komponierte Craig Armstrong.
Eine erste Vorstellung erfolgte am 7. September 2019 beim Internationalen Filmfestspiele von Venedig, wo The Burnt Orange Heresy als Abschlussfilm gezeigt wurde. Ebenfalls im September 2019 erfolgte eine Vorstellung im Rahmen des Toronto International Film Festivals. Ende September, Anfang Oktober 2019 wurde er beim Zurich Film Festival gezeigt und feierte hier seine Premiere im deutschsprachigen Raum. Im Januar 2020 wurde er beim Palm Springs International Film Festival gezeigt, bevor er am 6. März 2020 in ausgewählte US-Kinos kam.

## Rezeption

### Altersfreigabe und Kritiken
In den USA erhielt der Film von der MPAA ein R-Rating, was einer Freigabe ab 17 Jahren entspricht.
Insgesamt stieß der Film bei den Kritikern auf überwiegend positives Echo.

### Auszeichnungen
Alliance of Women Film Journalists Awards 2020
- Nominierung für den Most Egregious Lovers’ Age Difference Award (Elizabeth Debicki und Claes Bang)[12]

Internationale Filmfestspiele von Venedig 2019
- Auszeichnung mit dem Fondazione Mimmo Rotella Award (Giuseppe Capotondi, Donald Sutherland und Mick Jagger)